# 세라제인 크로포드
세라제인 크로포드(Sarah-Jane Crawford, 1981년 7월 15일 ~ )는 잉글랜드의 사회자이다.